# If I Can't
Singles de 50 Cent
P.I.M.P.
(2003) Let Me In
(2004)
If I Can't est une chanson du rappeur américain 50 Cent issue de son premier album, Get Rich or Die Tryin' (2003). La chanson est sortie en tant que quatrième et dernier single de l'album le 24 novembre 2003. Le titre produit par Dr. Dre est ressorti le 15 mars 2004 en CD maxi, avec comme face B Poppin' Them Thangs, second single du groupe G-Unit.
Dès sa sortie, la chanson a été un succès commercial raisonnable. Cependant, la chanson ne correspond pas à la réussite des trois premiers singles de l'album.

## Liste des pistes
CD maxi
| No | Titre                         | Durée |
| -- | ----------------------------- | ----- |
| 1. | If I Can't                    | 3:19  |
| 2. | Poppin' Them Thangs           | 4:05  |
| 3. | In Da Club (Live In New York) | 3:15  |

## Classement
| Classement (2003-2004)                 | Meilleure position |
| -------------------------------------- | ------------------ |
| Allemagne (Media Control AG)           | 34                 |
| Australie (ARIA)                       | 22                 |
| Autriche (Ö3 Austria Top 40)           | 48                 |
| Belgique (Flandre Ultratop 50 Singles) | 24                 |
| Belgique (Wallonie Ultratip 50)        | 5                  |
| États-Unis (Hot 100)                   | 76                 |
| États-Unis (R&B/Hip-Hop Songs)         | 34                 |
| États-Unis (Rap Songs)                 | 15                 |
| Hongrie (Single Top 40)                | 6                  |
| Italie (FIMI)                          | 17                 |
| Nouvelle-Zélande (RMNZ)                | 26                 |
| Pays-Bas (Single Top 100)              | 14                 |
| Suisse (Schweizer Hitparade)           | 15                 |